# Précombat
Désigne, dans les sports de combat et les arts martiaux les pratiques de compétition où les techniques sont portées avec puissance excepté au visage et où la mise hors de combat de l’adversaire est interdite. Cette forme est à différencier du médium-contact, forme dans laquelle les techniques sont dites « lâchées ».
Sur le territoire français, la législation en matière de sport recommande :
- le « plein-contact » seulement à partir de l’âge de 18 ans révolus pour les athlètes techniquement avancés.
- un mineur ne peut rencontrer un majeur dans les règles du « plein-contact ».

Ainsi, pour les cadets expérimentés (16-17 ans) outre les compétitions techniques ou de light-contact et médium-contact, seul le « précombat » (techniques portées avec force sans recherche de hors-combat) est acceptable.